# タタ・ザンビア
タタ・ザンビア リミッテッド（英語: Tata Zambia Limited）は、ザンビア、ルサカ州ルサカに本拠を置く自動車販売と貨物自動車の製造を行う自動車メーカー。インドの大手自動車メーカーであるタタ・インターナショナル・リミテッド（Tata International Limited）の子会社となる。

## 歴史
1977年に設立された同社は、タタ・グループ企業としてはアフリカ大陸で初めてとなる子会社であった。1992年にはバスの製造を開始している。
2006年、ンドラにバスとトラックの工場を新設しており、そこで自転車の製造も同時に行われている。
多角化の一環として、1997年からパモジ・ホテル（Pamodzi Hotels）の経営に参加している。